# Saison 6 de Rizzoli and Isles
Chronologie
Saison 5 Saison 7
Cet article présente le guide des épisodes de la sixième saison de la série télévisée américaine Rizzoli and Isles.

## Distribution de la saison

### Acteurs principaux
- Angie Harmon (VF : Juliette Degenne) :  Détective Jane Rizzoli
- Sasha Alexander (VF : Ariane Deviègue) : Dr Maura Isles
- Jordan Bridges (VF : Fabrice Fara) : Détective Francesco « Frankie » Rizzoli Junior
- Bruce McGill (VF : Vincent Grass) : Sergent Détective Vince Korsak
- Lorraine Bracco (VF : Maïk Darah) : Angela Rizzoli
- Brian Goodman (en) (VF : Didier Cherbuy) : Lieutenant  Sean Cavanaugh

### Acteurs récurrents et invités
- Chazz Palminteri (VF : Philippe Dumond) : Frank Rizzoli Senior
- Colin Egglesfield (VF : Sébastien Desjours) : Tommy Rizzoli
- Tina Huang (VF : Marion Billy) : Susie Chang
- Chris Vance (VF : Guillaume Lebon) : le colonel  Charles « Casey » Jones
- Matthew Del Negro (VF : Constantin Pappas) : Giovanni Gilberti
- Idara Victor : Nina Holiday
- David Ogden Stiers : Arthur Isles[1]
- Christina Chang : Kiki
- Abby Brammell : Linda Hendrickson (épisode 2)
- Lochlyn Munro : Skeet Martin (épisode 2)

## Épisodes

### Épisode 1:Dans la tourmente
- États-Unis : 16 juin 2015 sur TNT
- Québec : 25 mai 2016 sur Séries+[2]
- Suisse : 15 juin 2016 sur RTS Un
- France : 21 août 2017 sur France 2[3]

- États-Unis : 4,39 millions de téléspectateurs[4]
- France : 3,4 millions de téléspectateurs[5]

### Épisode 2:Pêche à la perche
- États-Unis : 23 juin 2015 sur TNT
- Québec : 1er juin 2016 sur Séries+[2]
- Suisse : 15 juin 2016 sur RTS Un
- France :  21 août 2017 sur France 2[3]

- États-Unis : 4,01 millions de téléspectateurs[6]
- France : 3,23 millions de téléspectateurs[5]

### Épisode 3:Un cadavre peut en cacher un autre
- États-Unis : 30 juin 2015 sur TNT
- Québec : 15 juin 2016 sur Séries+[7]
- Suisse : 22 juin 2016sur RTS Un
- France : 28 août 2017 sur France 2[8]

- États-Unis : 4,27 millions de téléspectateurs[9]
- France : 3,13 millions de téléspectateurs[10]

### Épisode 4:Contrefaçon
- États-Unis : 7 juillet 2015 sur TNT
- Québec : 8 juin 2016 sur Séries+[11]
- Suisse : 22 juin 2016 sur RTS Un[12]
- France : 28 août 2017 sur France 2[8]

- États-Unis : 4,423 millions de téléspectateurs[13]
- France : 3,13 millions de téléspectateurs[10]

### Épisode 5:Répercussions
- États-Unis : 14 juillet 2015 sur TNT
- Québec : 22 juin 2016 sur Séries+[14]
- Suisse : 22 juin 2016 sur RTS Un[12]
- France : 4 septembre 2017 sur France 2[15]

- États-Unis : 4,117 millions de téléspectateurs[16]
- France : 3,34 millions de téléspectateurs

### Épisode 6:Visages anonymes
- États-Unis : 21 juillet 2015 sur TNT
- Suisse : 22 juin 2016 sur RTS Un[12]
- Québec : 29 juin 2016 sur Séries+[17]
- France : 4 septembre 2017 sur France 2[18]

- États-Unis : 4,156 millions de téléspectateurs[19]
- France : 3,23 millions de téléspectateurs

### Épisode 7:Mauvaise graine
- États-Unis : 28 juillet 2015 sur TNT
- Suisse : 29 juin 2016 sur RTS Un[12]
- Québec : 6 juillet 2016 sur Séries+[14]
- France : 11 septembre 2017 sur France 2[20]

- États-Unis : 4,403 millions de téléspectateurs[21]
- France : 3,32 millions de téléspectateurs

### Épisode 8:Ravie de vous connaître,DrIsles
- États-Unis : 4 août 2015 sur TNT
- Suisse : 29 juin 2016 sur RTS Un[12]
- Québec : 13 juillet 2016 sur Séries+
- France : 11 septembre 2017 sur France 2[20]

- États-Unis : 4,226 millions de téléspectateurs[22]
- France : 3,16 millions de téléspectateurs

- Anthony Bonaventura (Ten Mohs)
- Chase Kim (Dét James Ward)
- Chloe Bridges (Tory Garrett)
- David Ogden Stiers (Dr Isles)
- Jessica Camacho (Karina)
- Nick Nicotera (Marvin 'Blingman' Harris)
- Ruben Garfias (Raya Sororo)[23]

### Épisode 9:Partenaires particuliers
- États-Unis : 11 août 2015 sur TNT
- Québec : 20 juillet 2016 sur Séries+
- Suisse : 29 juin 2016 sur RTS Un[12]
- France : 18 septembre 2017 sur France 2[24]

- États-Unis : 4,333 millions de téléspectateurs[25]
- France : 3,43 millions de téléspectateurs

### Épisode 10:La bête à concours
- États-Unis : 18 août 2015 sur TNT
- Suisse : 6 juillet 2016 sur RTS Un
- France : 18 septembre 2017 sur France 2[24]

- États-Unis : 4,52 millions de téléspectateurs[26]
- France : 3,43 millions de téléspectateurs

### Épisode 11:Alias
- États-Unis : 25 août 2015 sur TNT
- Suisse : 6 juillet 2016 sur RTS Un
- France : 25 septembre 2017 sur France 2[27]

- États-Unis : 4,589 millions de téléspectateurs[28]
- France : 3,69 millions de téléspectateurs

### Épisode 12:5:26
- États-Unis : 1er septembre 2015 sur TNT
- Suisse : 6 juillet 2016 sur RTS Un
- France : 25 septembre 2017 sur France 2[27]

- États-Unis : 4,766 millions de téléspectateurs[29]
- France : 3,4 millions de téléspectateurs

Damon Dayoub (Boris Martin)

### Épisode 13:Cache-cache
- États-Unis : 16 février 2016 sur TNT[30]
- Suisse : 13 juillet 2016 sur RTS Un
- France : 2 octobre 2017 sur France 2[31]

- États-Unis : 2,339 millions de téléspectateurs[32]
- France : 3,87 millions de téléspectateurs

### Épisode 14:Une mine de billets
- États-Unis : 16 février 2016 sur TNT
- Suisse : 13 juillet 2016 sur RTS Un
- France : 2 octobre 2017 sur France 2[31]

- États-Unis : 2,594 millions de téléspectateurs[32]
- France : 3,87 millions de téléspectateurs

### Épisode 15:Morts de peur
- États-Unis : 23 février 2016 sur TNT
- Suisse : 13 juillet 2016 sur RTS Un
- France : 9 octobre 2017 sur France 2

- États-Unis : 2,397 millions de téléspectateurs[33]
- France : 3,72 millions de téléspectateurs

### Épisode 16:Amer Baltique
- États-Unis : 1er mars 2016 sur TNT
- Suisse : 20 juillet 2016 sur RTS Un
- France : 9 octobre 2017 sur France 2

- États-Unis : 2,431 millions de téléspectateurs[34]
- France : 3,41 millions de téléspectateurs

### Épisode 17:Terrain miné
- États-Unis : 8 mars 2016 sur TNT
- Suisse : 20 juillet 2016 sur RTS Un
- France : 16 octobre 2017 sur France 2

- États-Unis : 3,329 millions de téléspectateurs[35]
- France : 4,18 millions de téléspectateurs

### Épisode 18:La Traque
- États-Unis : 15 mars 2016 sur TNT
- Suisse : 20 juillet 2016 sur RTS Un
- France : 16 octobre 2017 sur France 2

- États-Unis : 2,922 millions de téléspectateurs[36]
- France : 3,97 millions de téléspectateurs